# Idaea bischoffiaria
Idaea bischoffiaria là một loài bướm đêm trong họ Geometridae.